# Иван Марков (щангист)
Вижте пояснителната страница за други личности с името Иван Марков.
Иван Марков е български щангист. Европейски шампион и двукратен световен вицешампион.

## Биография
Иван Марков, роден на 14 септември 1988 г. в Бургас е възпитаник на Спортното училище "Юрий Гагарин" в града. Негов личен треньор е брат му Георги Марков - световен и европейски шампион по вдигане на тежести.

## Спортна кариера
Бронзов медалист от европейски първенства по вдигане на тежести за юноши и кадети в периода 2004 - 2007 г., през 2008 г. Иван Марков е част от мъжкия национален отбор по вдигане на тежести през 2008 г., готвещ се за олимпийските игри в Пекин. Пропуска състезанието поради допинг наказание, което отлага първото му участие на мъжкия подиум чак до следваща олимпиада.
Дебютира при мъжете на Летните олимпийски игри в Лондон през 2012 г., където заема пето място в състезанието в категория до 85 кг. с резултат в двубоя от 375 кг. с равни килограми с четвъртия Тарек Абделазим от Египет. След дисквалификацията на завършилия втори в състезанието Апти Аухадов от Русия за употреба на допинг, заема четвърто място в крайното класиране с равно постижение в двубоя с носителя на бронзовия медал от Египет, който го печели поради по-ниско лично тегло на кантара.
През 2013 г. на Европейското първенство по вдигане на тежести в Тирана, Албания, категория до 85 кг. става европейски вицешампион, като заема второ място и печели сребърен медал с общ резултат от двубоя 375 кг.
През същата година, по време на Световното първенство по вдигане на тежести във Вроцлав, Полша, категория до 85 кг., става световен вицешампион, като отново заема второ място и сребърен медал с подобрен общ резултат от 381 кг.
На следващата година на Европейското първенство по вдигане на тежести през 2014 г. в Тел Авив, Израел, категория до 85 кг., постига най-големия си успех и става убедително европейски шампион с общ резултат 385 кг, като печели три златни медала за първите си места в изхвърлянето, изтласкването и двубоя.
По-късно през същата година, по време на Световното първенство по вдигане на тежести в Алмати, Казахстан, категория до 85 кг., за втори пореден път става световен вицешампион, като заема първо място и златен медал в изхвърлянето със 179 кг. и четвърто място в изтласкването с 211 кг. и крайното второ място и сребърен медал в двубоя с общ резултат 390 кг.
След изтекло наказание за употреба на допинг през 2016 г., контузия в коляното и операции се завръща в спорта на Европейското първенство по вдигане на тежести през 2017 г. в Сплит, Хърватия, в категория до 85 кг., но след три неуспешни опита в изхвърлянето на 168 кг. прекратява участието си и не записва опити в изтласкването.
Последното му международно състезание е Световното първенство по вдигане на тежести през 2018 г. в Ашхабад, Туркменистан, в категория до 81 кг., където прави нов неуспешен опит да се завърне в спорта и записва шест неуспешни опита в двете движения и съответно нула в двубоя.

## Спортни постижения
| Година                                                         | Място                      | КГ                     | Изхвърляне             | Изхвърляне             | Изхвърляне             | Изхвърляне             | Изтласкване            | Изтласкване            | Изтласкване            | Изтласкване            | Общо                   | Място                  |
| Година                                                         | Място                      | КГ                     | 1                      | 2                      | 3                      | Място                  | 1                      | 2                      | 3                      | Място                  | Общо                   | Място                  |
| Състезател на България                                         | Състезател на България     | Състезател на България | Състезател на България | Състезател на България | Състезател на България | Състезател на България | Състезател на България | Състезател на България | Състезател на България | Състезател на България | Състезател на България | Състезател на България |
| Летни олимпийски игри                                          | Летни олимпийски игри      | Летни олимпийски игри  | Летни олимпийски игри  | Летни олимпийски игри  | Летни олимпийски игри  | Летни олимпийски игри  | Летни олимпийски игри  | Летни олимпийски игри  | Летни олимпийски игри  | Летни олимпийски игри  | Летни олимпийски игри  | Летни олимпийски игри  |
| -------------------------------------------------------------- | -------------------------- | ---------------------- | ---------------------- | ---------------------- | ---------------------- | ---------------------- | ---------------------- | ---------------------- | ---------------------- | ---------------------- | ---------------------- | ---------------------- |
| 2012                                                           | Лондон, Великобритания     | 85 кг                  | 168                    | 172                    | 172                    | 3                      | 203                    | 209                    | 209                    | 6                      | 375                    | 4                      |
| Световно първенство по вдигане на тежести                      |                            |                        |                        |                        |                        |                        |                        |                        |                        |                        |                        |                        |
| 2013                                                           | Вроцлав, Полша             | 85 кг                  | 170                    | 175                    | 175                    | 2                      | 203                    | 206                    | 212                    | 4                      | 381                    | 2  [ 6 ]               |
| 2014                                                           | Алмати, Казахстан          | 85 кг                  | 174                    | 177                    | 179                    | 1                      | 207                    | 211                    | 214                    | 4                      | 390                    | 2  [ 8 ]               |
| 2018                                                           | Ашхабад, Туркменистан      | 81 кг                  | 161                    | 161                    | 161                    | -                      | 192                    | 193                    | 195                    | -                      | -                      | -                      |
| Европейско първенство по вдигане на тежести                    |                            |                        |                        |                        |                        |                        |                        |                        |                        |                        |                        |                        |
| 2013                                                           | Тирана, Албания            | 85 кг                  | 170                    | 170                    | 173                    | 2                      | 205                    | 205                    | 215                    | 2                      | 375                    | 2  [ 5 ]               |
| 2014                                                           | Тел Авив, Израел           | 85 кг                  | 170                    | 175                    | 175                    | 1                      | 201                    | 206                    | 210                    | 1                      | 385                    | 1  [ 7 ]               |
| 2017                                                           | Сплит, Хърватия            | 85 кг                  | 168                    | 168                    | 168                    | -                      | ---                    | ---                    | ---                    | -                      | ---                    | -                      |
| Европейско първенство по вдигане на тежести за юноши и девойки |                            |                        |                        |                        |                        |                        |                        |                        |                        |                        |                        |                        |
| 2006                                                           | Палермо, Италия            | 69 кг                  | 125                    | 125                    | 129                    | 5                      | 151                    | 156                    | 160                    | 1                      | 285                    | 1                      |
| 2007                                                           | Пуерто де ла Круз, Испания | 77 кг                  | 148                    | 151                    | 153                    | 1                      | 178                    | 183                    | 183                    | 1                      | 334                    | 1                      |
| Европейско първенство за кадети и кадетки                      |                            |                        |                        |                        |                        |                        |                        |                        |                        |                        |                        |                        |
| 2004                                                           | Ставангер, Норвегия        | 50 кг                  | 80                     | 82.5                   | 85                     | 1                      | 95                     | 100                    | 102.5                  | 1                      | 182.5                  | 1                      |

## Допинг наказания
Иван Марков е санкциониран два пъти от Международната федерация по вдигане на тежести за употреба на допинг. И в двата случая при странни и доста сходни обстоятелства, които водят до санкция не просто за Марков, а за целия национален отбор на България.
Първият случай е от началото на 2008 г. в навечерието на Олимпийски игри в Пекин, когато 11 български национални състезатели по вдигане на тежести са уличени в употреба на  метадианон (анаболен стероид). Това е стимулант от т.нар. група на бианаболите, вещества, които в професионалния спорт към този момент не се използват повече от 20 г. Обяснението от федерацията е, че вероятно се касае за замърсена хранителна добавка. Последните не са били изследвани, поради липса на средства.  Наказанието за Марков е 4 години извън спорта, което го лишава от участие в Пекин, където е една от надеждите за медал на България. 
Второто нарушение е от март 2015 г., което лишава Марков от участие на нова олипиада - тази в Рио де Жанейро през 2016 г. През 2015 г. отново се касае за провинение на целия национален отбор по вдигане на тежести, отново уличени са 11 спортисти, като за Иван Марков, Демир Демирев, Ивайло Филев нарушението е повторно след 2008 г. и в крайна сметка получават 18-месечни наказания. Този път в пробите им е установен станозолол, който според деятели на Българската федерация по вдигане на тежести се е съдържал в хранителна добавка "Трайбест", без да е изрично посочен в листовката на препарата. Твърденията са доказани впоследствие след изследване на проби в три независими лаборатории, две от които в Германия, което дава основание на Международната федерация по вдигане на тежести да не наложи най-тежките санкции за българските спортисти, които са 4 години за първо провинение и доживотна забрана за повторно.   За съжаление, на Иван Марков, който е в отлична форма през 2015 г. и медалист от четири поредни световни и европейски първенства, наказанието отнема възможността да се бори за олимпийски медал в Рио де Жанейро, където е сред фаворитите за първите места.